# Галевич Валентин Олександрович
Валенти́н Олекса́ндрович Гале́вич (нар. 11 серпня (30 липня)  1881, село Следей Могилівського повіту Подільської губернії, нині — село Сліди Могилів-Подільського району Вінницької області — пом. ?) — український публіцист, діяч кооперативного руху. Криптоніми та псевдоніми: В. Г., Вал. Г., Вал. Гал., Галич Вал., Г-ч Вал., Ко-тор, Александрович М., Валентин Г., Вега, Громадянин, Гуртовий, Доля В., Кооператор, Сумний, Тось, Хмурий, Walle, Valle.

## Загальні відомості
Валентин Галевич народився в родині протоієрея 1881 року.
1897 року закінчив Тиврівське духовне училище і вступив до Подільської духовної семінарії.
1902 — під час навчання у 5-му класі семінарії був звідти звільнений постановою семінарського правління від 23 грудня.
До 1908 служив псаломником у селі Шолудьки Брацлавського повіту.
1908 — вступає до Київського комерційного інституту.
У вересні 1910 його обрано головою правління Українського гуртка, створеного 1908 при комерційному інституті (неофіційна назва гуртка — Українська студентська громада, що був найчисельнішим серед подібних гуртків Києва). Під час навчання в комерційному інституті Галевич почав працювати у щоденній українській газеті «Рада».
1911 — Галевича виключили з інституту як персону, «викриту в належності до місцевої організації Української соціал-демократичної робітничої партії» і постановили, що він підлягає «гласному нагляду поліції у вибраному ним самим місці мешкання крім столиці, столичних, південно-західних, Чернігівської, Полтавської, Херсонської, Катеринославської і Харківської губерній на три роки, рахуючи термін з 22 серпня цього року». Таким місцем він обрав Острогозьк Воронезької губернії.
1913 — Галевич відновлює навчання у Київському комерційному інституті як студент сьомого семестру.
1915 — закінчує інститут. 22 листопада 1915 року йому було присвоєно звання кандидата економічних наук другого розряду комісією в Саратові, куди на початку жовтня було евакуйовано інститут.

## Публіцист і кооператор
Згідно з автобіографією від 23 березня 1915, Галевич, ще будучи слухачем інституту, у різний час був інструктором зі споживчої кооперації при Київському союзі споживчих товариств, завідувачем Кооперативного відділу Всеросійської виставки 1913 року (Київ), редактором кооперативного журналу «Комашня» (видання Київської спілки установ дрібного кредиту — тижневик з подвійною назвою «Комашня-Муравейник», який видавався українською та російською мовами).
Як публіцист друкувався в таких виданнях як «Рада», «Наша кооперація» (1913—1914), «Комашня» (1913), «Рідний край», «Село» та ін.
Був одним з офіційних редакторів газети «Рада» (1910, 1911), членом редколегії журналу «Українська кооперація» (1919).
Був діячем кооперативного руху, у травні 1918 виступав на 3-му Всеукраїнському загальнокооперативному з'їзді.
З дня утворення Дніпросоюзу був членом правління, з жовтня 1918 — заступником голови правління Дніпросоюзу, головою культурно-просвітньої комісії.
1920 року був головою колегії Харківської філії Дніпросоюзу.
Подальша доля Валентина Галевича невідома.

## Псевдоніми
В. Галевич мав такі «псевдоніми та криптоніми: В. Г., Вал. Г., Вал. Гал., Галич Вал., Г-ч Вал., Ко-тор, Александрович М., Валентин Г., Вега, Громадянин, Гуртовий, Доля В., Кооператор, Сумний, Тось, Хмурий, Valle)».

## Праці
- Галевич В. Поради радам кредитових кооперативів
- Галевич В. Пам'яті кооператора Доманицького / В. Галевич // Наше дело. — 1910. — № 18.
- Технічна книгозбірня під ред. В. Галевича та І. Коганова. — Видання Київського Губсоюзу — б. Дніпросоюзу. — Київ, 1922